# 1945 en Allemagne
Chronologie de l’Allemagne
- 1941
- 1942
- 1943
- 1944
- 1945
- 1946
- 1947
- 1948
- 1949

Cet article présente les faits marquants de l'année 1945 en Allemagne.

## Événements

### Janvier
- 2 janvier : destruction d'une partie du canal Dortmund-Ems au niveau de Münster par un bombardement de Lancaster britanniques[1].
- 8 janvier : bombardement de nuit de sites industriels à Munich par la Royal Air Force[2].

### Février
- 8 février : début de la Campagne d'Allemagne.

- 13 - 15 février : raids anglo-américains massifs sur Dresde qui déclenche une tempête de flammes détruisant une grande partie de la ville faisant entre 35 000 et 220 000 victimes.

### Mars
- 23 mars : le Rhin est franchi par les Alliés.

### Avril
- 16 avril : début de la bataille de Berlin, l'Armée rouge atteignant la ville.
- 23 avril : Constance est déclarée ville ouverte.
- 26 avril : publication de la directive JCS 1067, début de la dénazification de l'Allemagne.
- 30 avril : suicide d'Adolf Hitler et d'Eva Braun. Karl Dönitz devient président du Reich et Joseph Goebbels chancelier.

### Mai
- 1er mai : suicide de Joseph Goebbels et de sa famille. Ludwig von Krosigk devient chancelier.
- 2 mai : reddition des derniers soldats allemands dans Berlin. La ville est définitivement conquise par l'armée soviétique. Les officiers commandant les deux armées du Groupe d'armées Vistule stationnées au nord de Berlin, le Général Kurt von Tippelskirch, commandant la 35e, et le Général Hasso von Manteuffel, commandant de la 3e armée de Panzer, présentent leur reddition aux forces occidentales.
- 3 mai : Les navires Cap Arcona, Thielbek et Deutschland IV, ancrés dans la baie de Lübeck et remplis de plus de 7 000 déportés, sont coulés par la RAF.
- 4 mai : Dans la Lande de Lunebourg, région comprise entre les villes de Hambourg, Hanovre et Brême, le maréchal britannique Montgomery accepte la reddition sans condition du Général-Amiral Hans-Georg von Friedeburg, et du général Hans Kinzel, de toutes les forces allemandes stationnées « aux Pays-Bas, en Allemagne du nord-ouest (comprenant les îles de Heligoland, de Frise et toutes autres îles), dans le Schleswig-Holstein, et au Danemark... incluant aussi tous les bateaux naviguant dans ces zones ».
- 5 mai : 
  - Dönitz demande à tous les U-boot de cesser les opérations militaires et de retourner à leurs bases respectives.
  - En Bohème, le général Hermann Foertsch présente, à 14 heures 30, la reddition de toutes ses forces réparties entre les montagnes de Bohème et la rivière Inn.
  - À Dresde, le Gauleiter Martin Mutschmann organise une offensive allemande à grande échelle sur le front oriental, mais il est capturé deux jours plus tard par des troupes soviétiques lors d'une tentative de fuite.
- 6 mai : À Breslau, une ville forteresse entourée et assiégée pendant des mois, le général Hermann Niehoff, commandant de la place, se rend à 18 heures, aux Soviétiques.
- 7 mai : à 2 heures 41 du matin, au siège du Supreme Headquarters Allied Expeditionary Force (« État-major suprême des Forces expéditionnaires alliées ») à Reims, le chef suprême des forces armées allemandes, le général Alfred Jodl, signa les Actes de capitulation de l'Allemagne nazie reconnaissant la capitulation sans condition de toutes les forces allemandes par l'expression : « Toutes les forces sous commandement allemand doivent cesser les opérations actives à 23 h 01, en Europe centrale, le 8 mai 1945 ».

- 8 mai : capitulation de l'Allemagne nazie. La signature de l'armistice met fin à la Seconde Guerre mondiale en Europe.
- 23 mai : dissolution du gouvernement Dönitz à la suite de la capture de ses membres par les forces britanniques à Flensbourg.

### Juin
- 10 juin : en zone d’occupation soviétique, les partis communiste (KPD), social-démocrate (SPD), chrétien-démocrate (CDU) et libéral (LDPD) sont autorisés par l’occupant.

### Juillet
- 5 juillet : instauration du Conseil de contrôle allié.

### Août
- 8 août : mise en place du Tribunal de Nuremberg.